# Lätt flugvikt i grekisk-romersk stil i brottning vid olympiska sommarspelen 1984
Herrarnas brottningsturnering i grekisk-romersk stil i viktklassen lätt flugvikt vid olympiska sommarspelen 1984 avgjordes i Anaheim Convention Center i Anaheim. 

## Medaljörer
| Klass         | Guld                      | Silver                        | Brons               |
| Lätt flugvikt | Vincenzo Maenza · Italien | Markus Scherer · Västtyskland | Ikuzo Saito · Japan |

## Resultat
- TO — Vinst genom fall

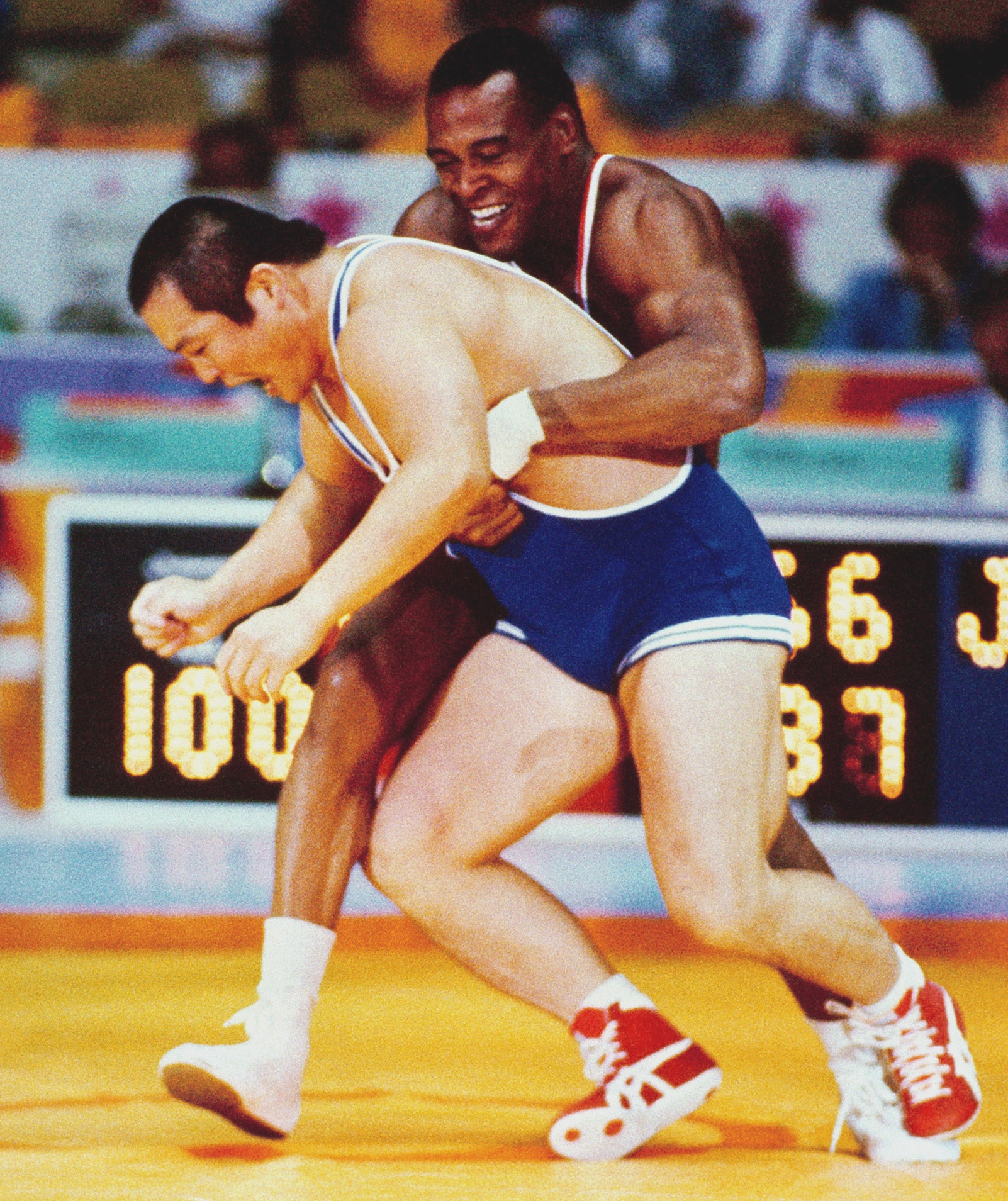
Amerikanske Greg Gibson besegrade japanen Yoshihiro Fujita (blå)

- SP — Vinst genom överlägsenhet, 12-14 poängs skillnad, förloraren med poäng
- SO — Vinst genom överlägsenhet, 12-14 poängs skillnad, förloraren utan poäng
- ST — Vinst genom teknisk överlägsenhet, 15 poäng skillnad
- PP — Vinst genom poäng, förloraren med tekniska poäng
- PO — Vinst genom poäng, förloraren utan tekniska poäng
- PA — Vinst genom att motståndaren skadas
- DQ — Vinst genom förverkande
- D2 — Båda brottarna diskvalificerade på grund av passivitet  (0-0 poäng)
- DNA — Dök inte upp
- L — Förluster
- ER — Elimineringsrunda
- CP — Klassificeringspoäng
- TP — Tekniska poäng

- PA — Vinst genom att motståndaren skadats

### Elimineringsrunda

#### Pool A
| L              |                          | CP        | TP       |                          | L        |          |
| Omgång 1       | Omgång 1                 | Omgång 1  | Omgång 1 | Omgång 1                 | Omgång 1 | Omgång 1 |
| -------------- | ------------------------ | --------- | -------- | ------------------------ | -------- | -------- |
| 1              | Mark Fuller (USA)        | 1-3 PP    | 7-8      | Li Haisheng (CHN)        | 0        |          |
| 1              | Salih Bora (TUR)         | 0-3 PO    | 0-3      | Vincenzo Maenza (ITA)    | 0        |          |
| 0              | Kent Andersson (SWE)     | 4-0 ST    | 12-0     | Jukka-Pekka Tanner (FIN) | 1        |          |
| Omgång 2       |                          |           |          |                          |          |          |
| 2              | Mark Fuller (USA)        | 1-3 PP    | 2-6      | Salih Bora (TUR)         | 1        |          |
| 1              | Li Haisheng (CHN)        | 0-4 ST    | 0-13     | Vincenzo Maenza (ITA)    | 0        |          |
| 0              | Kent Andersson (SWE)     |           |          | Bye                      |          |          |
| 1              | Jukka-Pekka Tanner (FIN) |           |          | DNA                      |          |          |
| Omgång 3       |                          |           |          |                          |          |          |
| 1              | Kent Andersson (SWE)     | 0-3 PO    | 0-3      | Vincenzo Maenza (ITA)    | 0        |          |
| 2              | Li Haisheng (CHN)        | 1-3 PP    | 2-5      | Salih Bora (TUR)         | 1        |          |
| Sista omgången |                          |           |          |                          |          |          |
|                | Salih Bora (TUR)         | 0-3 PO    | 0-3      | Vincenzo Maenza (ITA)    |          |          |
|                | Kent Andersson (SWE)     | 0-3 PO    | 0-3      | Vincenzo Maenza (ITA)    |          |          |
|                | Kent Andersson (SWE)     | .5-3.5 SP | 2-11     | Salih Bora (TUR)         |          |          |

| Brottare                 | L | ER | CP | Sista |
| ------------------------ | - | -- | -- | ----- |
| Vincenzo Maenza (ITA)    | 0 | -  | 10 | 6     |
| Salih Bora (TUR)         | 1 | -  | 6  | 3.5   |
| Kent Andersson (SWE)     | 1 | -  | 4  | 0.5   |
| Li Haisheng (CHN)        | 2 | 3  | 4  |       |
| Mark Fuller (USA)        | 2 | 2  | 2  |       |
| Jukka-Pekka Tanner (FIN) | 1 | 1  | 0  |       |

#### Pool B
| L              |                           | CP        | TP       |                           | L        |          |
| Omgång 1       | Omgång 1                  | Omgång 1  | Omgång 1 | Omgång 1                  | Omgång 1 | Omgång 1 |
| -------------- | ------------------------- | --------- | -------- | ------------------------- | -------- | -------- |
| 1              | Lars Rønningen (NOR)      | .5-3.5 SP | 4-14     | Markus Scherer (FRG)      | 0        |          |
| 0              | Ikuzo Saito (JPN)         | 4-0 ST    | 12-0     | Gustavo Delgado (MEX)     | 1        |          |
| 0              | Jun Dae-Je (KOR)          | 4-0 TF    | 1:05     | Abdelmalek El-Aouad (MAR) | 1        |          |
| Omgång 2       |                           |           |          |                           |          |          |
| 2              | Lars Rønningen (NOR)      | 0-4 ST    | 2-14     | Ikuzo Saito (JPN)         | 0        |          |
| 0              | Markus Scherer (FRG)      | 4-0 ST    | 12-0     | Gustavo Delgado (MEX)     | 2        |          |
| 0              | Jun Dae-Je (KOR)          |           |          | Bye                       |          |          |
| 1              | Abdelmalek El-Aouad (MAR) |           |          | DNA                       |          |          |
| Sista omgången |                           |           |          |                           |          |          |
|                | Jun Dae-Je (KOR)          | 1-3 PP    | 18-24    | Markus Scherer (FRG)      |          |          |
|                | Ikuzo Saito (JPN)         | 3-1 PP    | 15-13    | Jun Dae-Je (KOR)          |          |          |
|                | Markus Scherer (FRG)      | 3.5-.5 SP | 18-7     | Ikuzo Saito (JPN)         |          |          |

| Brottare                  | L | ER | CP  | Sista |
| ------------------------- | - | -- | --- | ----- |
| Markus Scherer (FRG)      | 0 | -  | 7.5 | 6.5   |
| Ikuzo Saito (JPN)         | 0 | -  | 8   | 3.5   |
| Jun Dae-Je (KOR)          | 0 | -  | 4   | 2     |
| Lars Rønningen (NOR)      | 2 | 2  | 0.5 |       |
| Gustavo Delgado (MEX)     | 2 | 2  | 0   |       |
| Abdelmalek El-Aouad (MAR) | 1 | 1  | 0   |       |

### Slutkamper
|                       | CP        | TP        |                      |           |
| 5:e plats             | 5:e plats | 5:e plats | 5:e plats            | 5:e plats |
| --------------------- | --------- | --------- | -------------------- | --------- |
| Kent Andersson (SWE)  | 3-1 PP    | 10-3      | Jun Dae-Je (KOR)     |           |
| Bronsmatch            |           |           |                      |           |
| Salih Bora (TUR)      | 1-3 PP    | 5-7       | Ikuzo Saito (JPN)    |           |
| Final                 |           |           |                      |           |
| Vincenzo Maenza (ITA) | 4-0 ST    | 12-0      | Markus Scherer (FRG) |           |